# Riesenelsterchen
Das Riesenelsterchen (Spermestes fringilloides, Syn. Lonchura fringilloides), auch Kuttenelsterchen genannt, ist eine der afrikanischen Vogelarten der Familie der Prachtfinken. Gemeinsam mit dem Kleinelsterchen und dem Glanzelsterchen wird es in die Gattung der Elsterchen (Spermestes) eingeordnet.
Es werden keine Unterarten unterschieden.

## Beschreibung
Riesenelsterchen erreichen eine Körperlänge von 11,5 bis 12 Zentimeter, eine Flügellänge von 57 bis 64 mm und eine Schwanzlänge von 33 bis 40 mm. Der Schnabel ist klobig und 15 bis 16 mm lang. Die Art weist keinen Geschlechtsdimorphismus auf.
Kopf, Kehle, Hals, Bürzel, und der Oberschwanzdecken der Riesenelsterchens sind schwarz mit grünbläulichem Glanz, der Rest der Oberseite dunkelbraun, die Körperunterseite ist weiß. Der kräftige Schnabel ist oberseits schwarzblau, unterseits hell blaugrau mit einer schwärzlichen Spitze. Die Augen sind dunkelbraun, die Beine blaugrau bis schwärzlich.
Jungvögel sind auf der Körperoberseite düsterbraun, die Oberschwanzdecken und der Schwanz sind braunschwarz. Nestlinge zeigen im Rachen zwei parallele hufeisenförmige Zeichnungen. Die außen liegende ist breiter als die innen liegende.

## Verbreitungsgebiet, Lebensraum und Lebensweise
Das Riesenelsterchen kommt im tropischen Afrika südlich der Sahara am Rand von Regen, Sekundär- und Galeriewäldern sowie in Bambusdickichten, an mit Sträuchern bewachsenen Ufern und aufgegebenem oder vernachlässigtem Kulturland vor. Das Verbreitungsgebiet ist nicht geschlossen, der Vogel ist nirgends häufig. In Westafrika ist es zum Kulturfolger geworden und besiedelt Reisfelder. Neben Reiskörnern werden Grassamen, vor allem Hirse und verschiedene Kräuter gefressen. Riesenelsterchen suchen ihre Nahrung weniger auf dem Erdboden als andere Elsterchen. Sie sind gesellig und übernachten oft in Schilfbeständen in gemeinsamen Schlafnestern, ein Verhalten, das unter den Prachtfinken einmalig ist. Ihr Lockruf ist ein Doppellaut, der wie „piu piu“ oder „djü djü“ klingt.

## Fortpflanzung
Die Brutzeit fällt in die Regenzeit, in Zentralafrika wird ganzjährig gebrütet. Riesenelsterchen sind Freibrüter. Ihr rundliches, mit einem seitlichen Einschlupf versehenes Nest wird für gewöhnlich fünf bis elf Meter über dem Erdboden in Bambusdickichten oder auf Bäumen am Waldrand gebaut. Es besteht aus Grashalmen oder gröberem Material und wirkt recht liederlich. Das Weibchen legt zwischen vier und sechs weißschalige Eier. Sie werden etwa 13 Tage lang bebrütet. Die Jungvögel verlassen das Nest nach drei Wochen und werden dann noch weitere drei Wochen von den Alttieren gefüttert. Im Alter von drei Monaten beginnt die Umfärbung des Gefieders zum Alterskleid.

## Quelle
- Heinrich Dathe: Handbuch des Vogelliebhabers. Band 2, VEB Deutscher Landwirtschaftsverlag.